# 吕林
吕林（1969年4月6日—），浙江温岭泽国镇人，中國乒乓球运动员。
兒子呂翔也同樣是乒乓球運動員。

## 技术特点
吕林是右手直拍弧圈球结合快攻打法，以步伐见长。

## 生平
吕林1976年开始学习乒乓球，次年接受专业训练，1979年进入浙江队，1988年进入中国国家队。
由于单打能力并不出众，吕林鲜有参加国际乒乓球单打比赛的机会。他唯一一次作为单打主力队员参加单打比赛的经历，为1992年巴塞罗那奥运会的单打比赛。他以中国队的第三单打身份出战，仅取得所在小组的第三名，无缘十六强。
而在双打赛场，吕林则取得相当辉煌的战绩。1991年，吕林与王涛合作参加世界乒乓球锦标赛双打比赛，于决赛中负于瑞典的彼得·卡尔松/托马斯·冯·舍组合，获得亚军。次年，两人又再次合作，杀入巴塞罗那奥运会男双决赛，并以3:2险胜德国的罗斯科普夫/费茨纳组合，首夺世界冠军。其后，吕林/王涛连夺两届世乒赛男双冠军。1996年，吕林和王涛在亞特蘭大奥运会的男双決賽中1:3负于孔令輝/劉國梁組合，奪得銀牌。
吕林退役后曾担任国家女乒二队主教练。现任浙江体育职业技术学院竞技体育三系（浙江省小球运动管理中心）主任。